# دریاچه اشکل

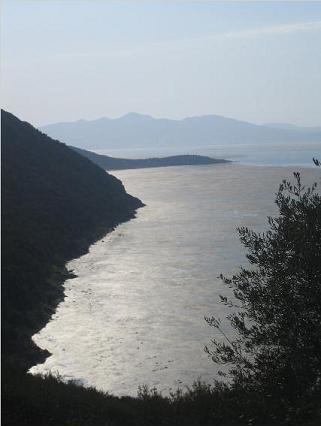
دریاچه اشکل

دریاچه اِشکِل دریاچه‌ای است در شمال کشور تونس در نزدیکی دریای مدیترانه.
دریاچه و تالاب پارک ملی اشکل مکان مهمی در راه مهاجرت سالانه صدها هزار پرنده مهاجر است.
اردک‌ها، غازها، لک‌لک‌ها و مرغ‌های آتشی از پرندگان اشکل هستند.
این پارک از سال ۱۹۸۰ در لیست میراث جهانی یونسکو قرار گرفته‌است.
ساخت سد بر سر راه سرچشمه‌های اشکل باعث ایجاد دگرگونی‌های اساسی در توازن زیست‌بوم دریاچه و تالاب اشکل شده‌است.

## نگارخانه

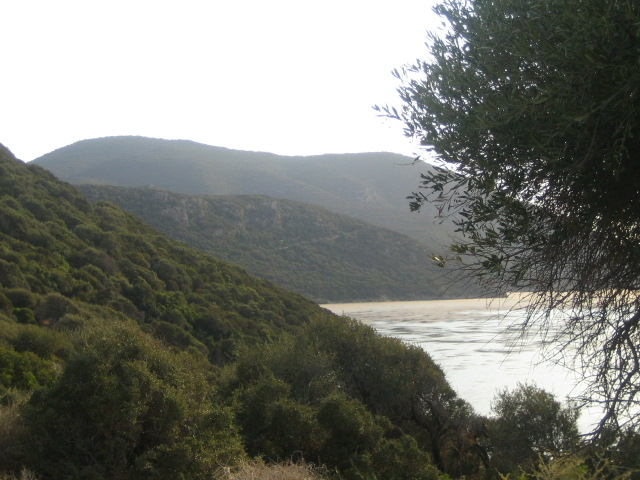
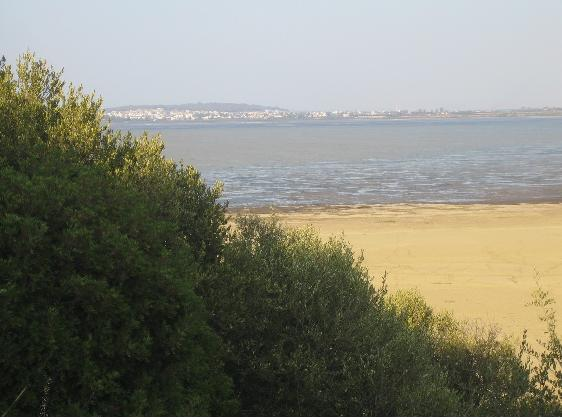